# Camera mia
Camera mia è un singolo del gruppo musicale italiano Eugenio in Via Di Gioia, pubblicato il 22 febbraio 2019.

## Tracce
1. Camera mia – 3:20

## Video musicale
Il videoclip del brano, diretto e montato da Giorgio Blanco, è stato pubblicato il 1º marzo 2019 sul canale YouTube del gruppo.